# Midway (Utah)
Midway é uma cidade localizada no estado norte-americano de Utah, no Condado de Wasatch.

## Demografia
Segundo o censo norte-americano de 2000, a sua população era de 2121 habitantes.
Em 2006, foi estimada uma população de 3117, um aumento de 996 (47.0%).

## Geografia
De acordo com o United States Census Bureau tem uma área de
8,7 km², dos quais 8,7 km² cobertos por terra e 0,0 km² cobertos por água.

## Localidades na vizinhança
O diagrama seguinte representa as localidades num raio de 16 km ao redor de Midway.